# Île Emiliano Figueroa
Pour les articles homonymes, voir Figueroa.
L’île Emiliano Figueroa (en espagnol : Isla Emiliano Figueroa) est une île située dans la région de Magallanes et de l'Antarctique chilien. 

## Géographie
Elle se situe à l’extrême Sud du Chili et est entièrement rocheuse et déserte. Elle est séparée au nord de l’île Riesgo par le canal Almirante Martinez. Sa péninsule Tamar donne sur le détroit de Magellan.

## Histoire
Elle a été nommée en l'honneur d'Emiliano Figueroa, Président de la République du Chili de 1925 à 1927. 